# Kościół i szkoła ewangelicka w Nowej Rudzie - Słupcu
Kościół i szkoła ewangelicka w Nowej Rudzie - Słupcu – kościół ewangelicki wybudowany w 1903 r. w Nowej Rudzie - Słupcu przy ul. Piwnej 5.

## Historia
Początki luteranizmu w Słupcu sięgają lat 1558–1628. Pierwsza szkoła powstała w 1866 r. Przed II wojną światową w budynku przy ul. Piwnej 5 znajdowały się: szkoła ewangelicka (parter) oraz kościół ewangelicki (I piętro). Fundatorkami ołtarza były: baronowa Małgorzata von Kassel (ur. 1866), żona Oskara Karola Rudolfa Pilati (ur. 1860) oraz hrabina Pilati; ambony Becker, dyrektor huty szkła oraz Georg Rose, właściciel drukarni. Obecnie budynek pełni funkcję mieszkalną.